# Вареш-Майдан
Вареш-Майдан (хорв. Vareš Majdan) — село у Боснії і Герцеговині, входить до складу общини Вареш Зеницько-Добойського кантону. Населення 1083 особи (2013). До 1991 року село входило до складу Вареша і при переписах його населення приписувалося до населення Вареша. До 1991 року в селі працював металургійний завод.

## Населення
| Рік        | 1991 | 2013 |
| ---------- | ---- | ---- |
| Хорвати    | 1276 |      |
| Серби      | 751  |      |
| Мусульмани | 313  |      |
| Югослави   | 648  |      |
| Інші       | 174  |      |
| Разом      | 3162 | 1141 |

## Виноски
1. ↑  Nacionalni sastav stanovništva — Rezultati za Republiku po opštinama i naseljenim mjestima 1991 [Архівовано 22 грудня 2018 у Wayback Machine.]., statistički bilten br. 234, Izdanje Državnog zavoda za statistiku Republike Bosne i Hercegovine, Sarajevo, 1993.
2. ↑  Popis po mjesnim zajednicama (PDF). Архів оригіналу (PDF) за 26 жовтня 2020. Процитовано 20 жовтня 2020.